# Tao Xingzhi

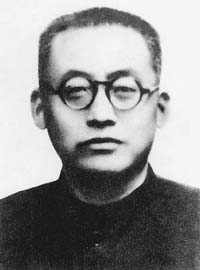
Tao Xingzhi, ca. 1930

Tao Xingzhi (chinesisch 陶行知, Pinyin Táo Xíngzhī; * 1891; † 1946) war ein chinesischer Erziehungswissenschaftler und Reformpädagoge. 1939 gründete er im Gusheng-Tempel (古聖寺 / 古圣寺,  Gǔshèng Sì) im Dorf Fenghuang (鳳凰村 / 凤凰村), Hechuan, Sichuan (heute: Chongqing), die Yucai-Schule (育才學校 / 育才学校,  Yùcái xuéxiào).